# South Guildford
South Guildford är en del av en befolkad plats i Australien. Den ligger i kommunen Swan och delstaten Western Australia, omkring 11 kilometer nordost om delstatshuvudstaden Perth. Antalet invånare är 2 332.
Runt South Guildford är det ganska tätbefolkat, med 111 invånare per kvadratkilometer.. Närmaste större samhälle är Perth, omkring 11 kilometer sydväst om South Guildford. 
Trakten runt South Guildford består till största delen av jordbruksmark. Genomsnittlig årsnederbörd är 763 millimeter. Den regnigaste månaden är juli, med i genomsnitt 131 mm nederbörd, och den torraste är december, med 14 mm nederbörd.